# Bikku-Bitti
Bikku Bitti, más néven Bette csúcs 2266 méterrel Líbia legmagasabb pontja. A Tibeszti-hegységben, Líbia déli részén található, a csádi határnál.
A Bikku Bitti az egyik legkevésbé ismert és nehezen hozzáférhető hegy Líbiában. Az ide érkező expedíciók taposóaknákkal, fegyveres banditákkal találhatják szembe magukat. További nehézséget okoz a kegyetlen sivatagi időjárás. A hegy közelében nagyjából 20-30 évente esik csapadék és nagy a forróság. A NASA ezt a területet szemelte ki a Viking Mars-expedíciók kísérletezésére a nehéz éghajlati viszonyok miatt. Első megmászása 2005 decemberében Ginge Fullen nevéhez köthető. Őt több sikertelen expedíció előzte meg.

## Fordítás
- Ez a szócikk részben vagy egészben  a   Bikku Bitti című angol Wikipédia-szócikk ezen változatának fordításán alapul.  Az eredeti cikk szerkesztőit annak laptörténete sorolja fel. Ez a jelzés csupán a megfogalmazás eredetét és a szerzői jogokat jelzi, nem szolgál a cikkben szereplő információk forrásmegjelöléseként.